# Myiodynastes hemichrysus
A Myiodynastes hemichrysus a madarak (Aves) osztályának verébalakúak (Passeriformes) rendjébe és a királygébicsfélék (Tyrannidae) családjába tartozó faj.

## Rendszerezése
A fajt Jean Cabanis német ornitológus írta le 1861-ben, a Hypermitres nembe Hypermitres hemichrysus néven.

## Előfordulása
Costa Rica és Panama területén honos, Egyes források szerint Dél-Amerikában, Ecuador, Kolumbia, Peru és Venezuela területén is előfordul. Természetes élőhelyei a szubtrópusi és trópusi hegyi esőerdők, folyók és patakok környékén, valamint másodlagos erdők. Állandó, nem vonuló faj.

## Megjelenése
Testhossza 20 centiméter.
|  |

## Életmódja
Rovarokkal táplálkozik, de bogyós gyümölcsöt is fogyaszt.

## Természetvédelmi helyzete
Az elterjedési területe rendkívül nagy, egyedszáma ugyan csökken, de még nem éri el a kritikus szintet. A Természetvédelmi Világszövetség Vörös listáján nem fenyegetett fajként szerepel.